# Pentium III
Pentium III je procesor architektury x86 představený firmou Intel 26. února 1999. Původní verze byly velmi podobné Pentium II, největší změnou bylo přidání SSE instrukcí a zavedení kontroverzních sériových čísel, které byly zabudovány do procesoru během výrobního procesu. Stejně jako u Pentium II existovala také low-endová verze Celeron a high-endová verze Xeon určená především pro servery. Pentium III bylo nakonec nahrazeno Pentium 4. Vylepšený design Pentia III obsahují procesory Pentium M. Je nutné dodat že Pentium 4 byla slepá ulička a Intel se k architektuře Pentia III vrátil při vývoji architektury Core.

## Modely

### Katmai (250 nm)
- L1-Cache: 16 + 16 kB (data + strojová instrukce)
- L2-Cache: 512 kB, externí čipy na modulu CPU taktované na 50 % rychlosti CPU
- MMX, SSE
- Slot 1
- FSB: 100, 133 MHz
- VCore: 2.0 V
  - 600 MHz: 2.05 V
- Uvolněn: 17. květen, 1999
- Takt: 450 až 600 MHz
  - 100 MHz FSB: 450, 500, 550, 600 MHz
  - 133 MHz FSB: 533, 600 MHz (B-models)

### Coppermine (180 nm)

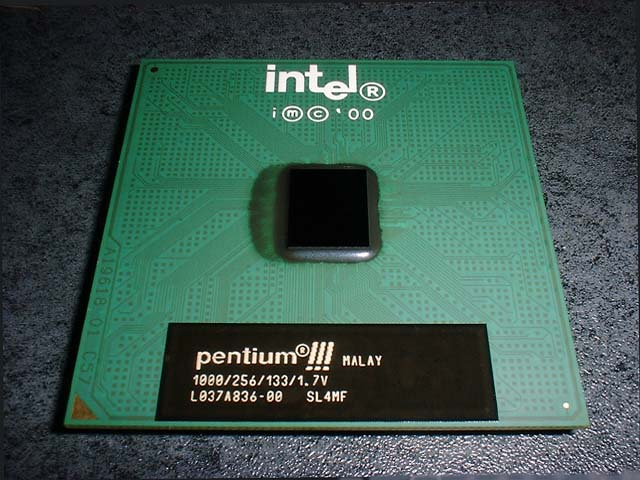
Pentium III Coppermine

- L1-Cache: 16 + 16 kB (data + instrukce)
- L2-Cache: 256 kB, plná rychlost CPU
- MMX, SSE
- Slot 1, Socket 370 (FC-PGA)
- FSB: 100, 133 MHz
- VCore: 1.6 V (cA2), 1.65 (cB0), 1.70 (cC0), 1.75 V (cD0, see below)
- Uvolněn: 25. říjen, 1999
- Takt: 533 až 1133 MHz
  - 100 MHz FSB: 550, 600, 650, 700, 750, 800, 850, 900, 1000, 1100 MHz (E-Models)
  - 133 MHz FSB: 533, 600, 667, 733, 800, 866, 933, 1000, 1133 MHz (EB-Models)

### Coppermine revize D0 nebo Coppermine-T (180nm)
- L1-Cache: 16 + 16 kB (data + instrukce)
- L2-Cache: 256 kB, plná rychlost CPU
- MMX, SSE
- Socket 370 (FC-PGA2)
- FSB: 133 MHz
- VCore: 1.75 V
- Uvolněn: červen 2001
- Takt: 866, 933, 1000, 1133 MHz

### Tualatin (130 nm)

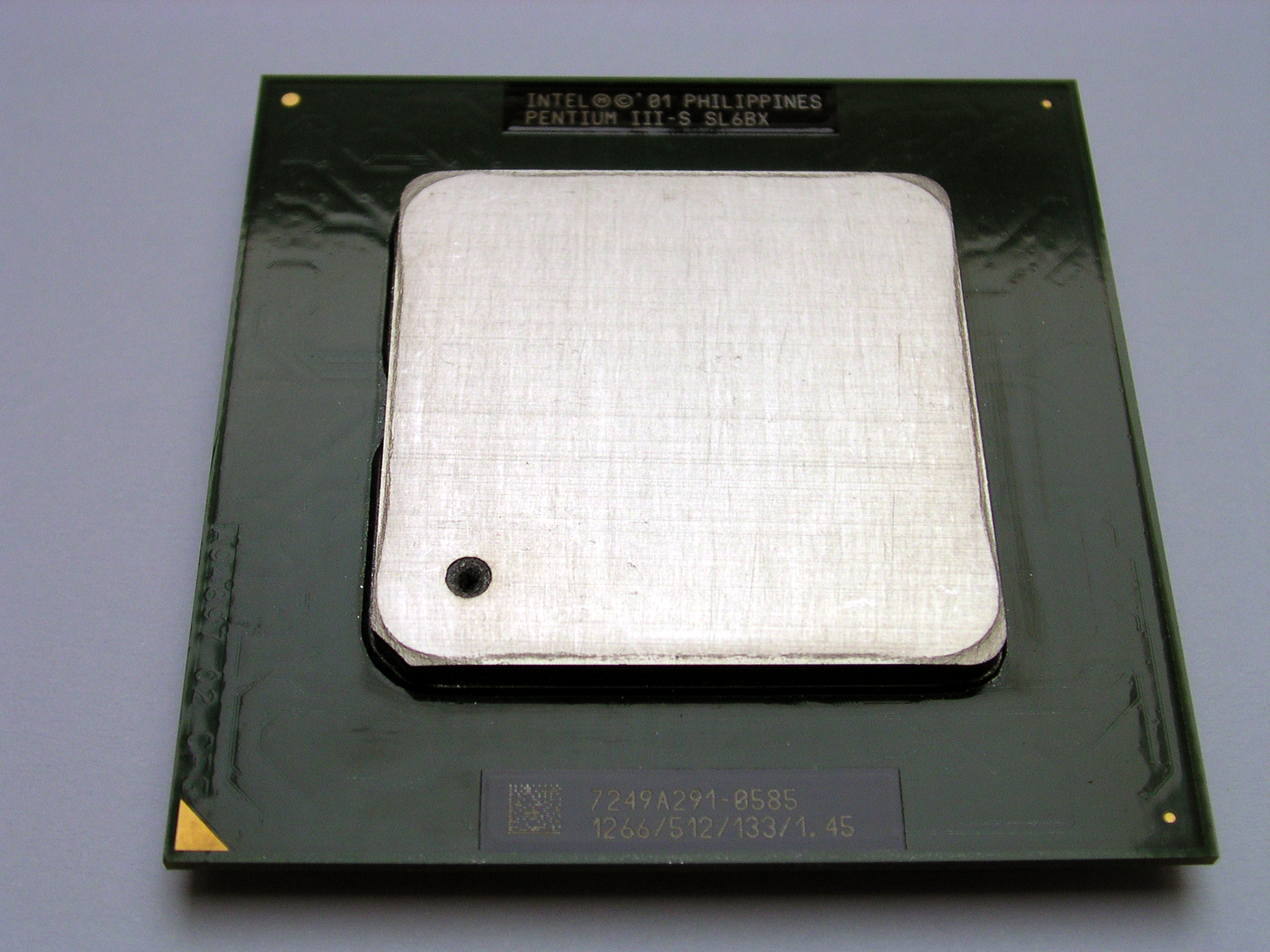
Pentium III-S Tualatin

- L1-Cache: 16 + 16 kB (data + instrukce)
- L2-Cache: 256 nebo 512 kB, plná rychlost CPU
- MMX, SSE
- Socket 370 (FC-PGA2)
- FSB: 133 MHz
- VCore: 1.45, 1.475 V
- Uvolněn: 2001
- Takt: 1 – 1,4 GHz
  - Pentium III (256 kB L2-Cache): 1, 1,133, 1,2, 1,333 GHz
  - Pentium III-S (512 kB L2-Cache): 1,133, 1,266, 1,4 GHz